# Collision (Lost)
Collision este un episod al serialului de televiziune Lost, sezonul 2.